# Positive-Propaganda
Positive-Propaganda e. V. ist ein gemeinnütziger, eingetragener Kunstverein mit Sitz in München, der sich der Street-Art Bewegung und der damit verbundenen Vermittlung von gesellschaftsrelevanten Themen im öffentlichen Raum durch zeitgenössische Kunst widmet.

## Geschichte und Zweck
Der Kunstverein wurde 2012 (eingetragen: 2013) von Kunst- und Kulturinteressierten zu dem Zweck gegründet, im urbanen Raum internationale Street-Art-Projekte mit gesellschaftsrelevanten Themen zu realisieren, die gegen die Kommerzialisierung des öffentlichen Raums Zeichen setzen und Menschen erreichen, die in ihrem Alltag nur selten mit Kunst und gesellschaftskritischen Themen in Berührung kommen.
Die gemeinnützige Tätigkeit des Kunstvereins besteht vor allem in der authentischen Darstellung und Dokumentation der Street-Art Bewegung. Dazu realisiert er in Zusammenarbeit mit renommierten Künstlern großformatige Murals sowie Installationen im urbanen Raum, veranstaltet öffentliche Ausstellungen und Vorträge und veröffentlicht Publikationen dokumentarischer Art.
Am 4. November 2022 eröffnete der Kunstverein in München das AMUSEUM of Contemporary Art.

## Realisierte Projekte und Ausstellungen (Auswahl)

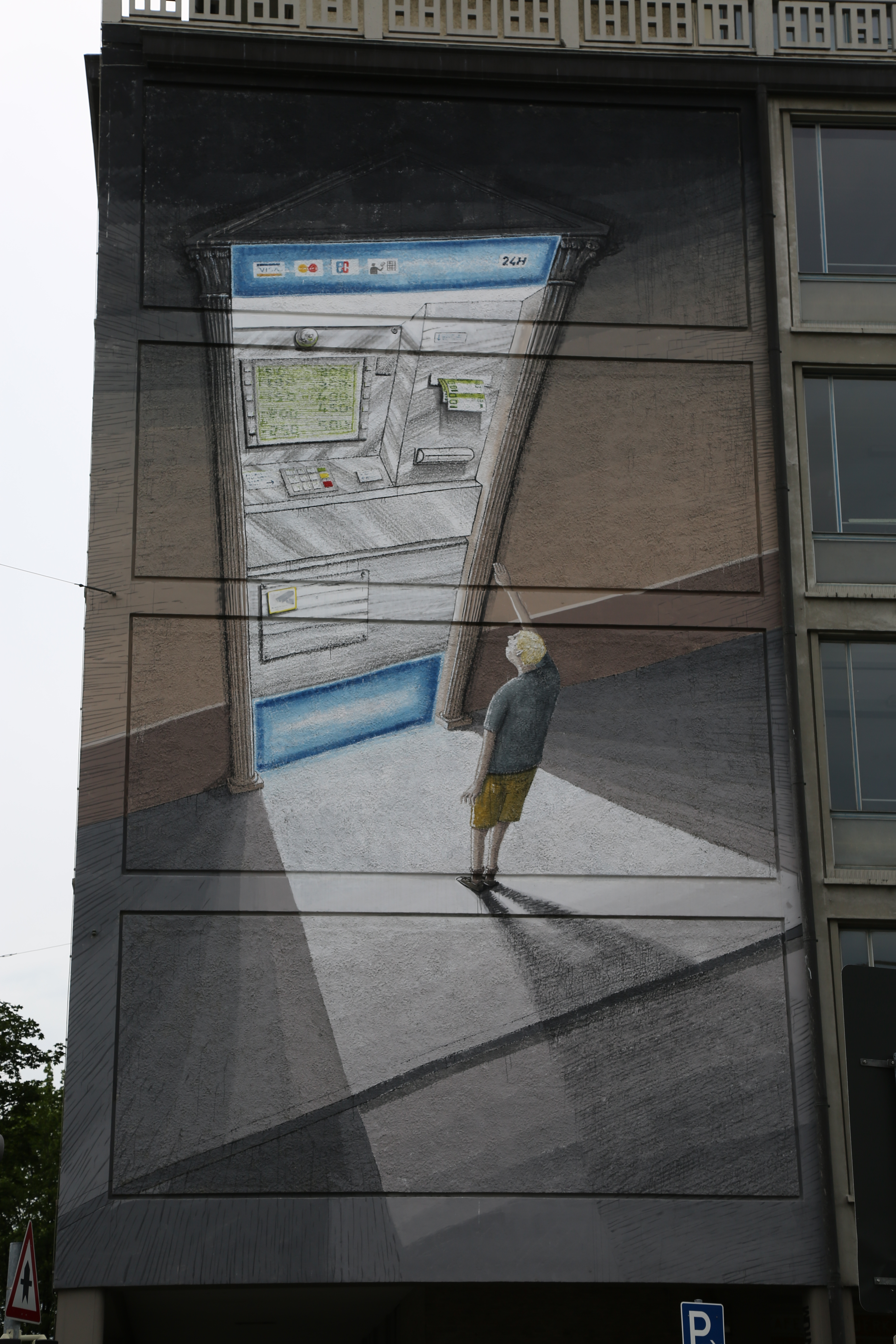
BLU, Mural in der Luisen-/Karlstraße von 2015

### Projekte in München
(Quelle: , soweit nicht anders angegeben)
- 2013: Mark Jenkins, Installation in der Tulbeckstraße (Schwanthalerhöhe/Westend)[8]
- 2014: CYRCLE, Mural in der  Bergmannstraße (Schwanthalerhöhe/Westend)[9]
- 2015: BLU, Mural in der Luisen-/Karlstraße (Neuhausen/Maxvorstadt)[10][11]
- 2015: Shepard Fairey, Mural in der Landshuter Allee (Neuhausen)[12][13][14][15]
- 2015: Ericailcane, Mural in der Tulbeckstraße (Schwanthalerhöhe/Westend)[16]
- 2016: ESCIF, Mural in der Paul-Heyse-Straße (Ludwigsvorstadt)[17][18]
- 2017: SKULLPHONE, Dachauer Straße 90 – an der Fassade des ehemaligen Gesundheitsamt (Maxvorstadt)
- 2018: Mona Caron, Mural an der Gollierstraße (Schwanthalerhöhe/Westend)
- 2019: NoNÅME, Mural entlang des Mittleren Rings München auf Höhe Garmischer Straße (Sendling-Westpark)

### Künstlerische Interventionen im öffentlichen Raum
(Quelle:, soweit nicht anders angegeben)
- Im Februar 2014 beteiligte sich der US-amerikanische Künstler Mark Jenkins auf Einladung des Kunstvereins am Protest gegen die 50. Münchener Sicherheitskonferenz: In Form einer partizipativen Performance mit zwei eigens für die Demonstration geschaffenen Skulpturen mit dem Titel „Stick People“ trug der Künstler zu dem Protest bei.[20]
- Gemeinsam mit dem britischen Künstler und Aktivisten Peter Kennard wurden 2015 auf der alljährlichen Münchener Anti-Kriegs-Demonstration 50 Siebdruckplakate mit bekannten Motiven des Künstlers aus der Sammlung der Tate Gallery an Demonstranten verteilt.[21]
- 2016 entstanden gemeinsam mit dem berühmten US-amerikanischen Künstler Shepard Fairey und der Polit-Punkband Anti-Flag Protestplakate, die für den Demonstrationszug im Rahmen der Friedenskundgebung durch München an die Demonstranten verteilt wurden.[22] In diesem Zusammenhang gab Anti-Flag gratis ein Konzert am Münchener Marienplatz.[23]

### Ausstellungen
(Quelle:, soweit nicht anders angegeben)
- „Made in Germany“ mit Thorsten Mühlbach, 2012
- „50 Years of Hell“ mit Mark Jenkins, Nikita Kadan und Carlos Aires, 2014
- „Victory is Peace I“ mit Jonathan Hobin, Peter Kennard und Eugenio Merino, 2015[25]
- „Victory is Peace II“ mit Shepard Fairey, NoNÅME und der Band Anti-Flag, 2016[26]
- „International Dealmaker“ mit BLU, ESCIF, NoNÅME & Shepard Fairey, 2018
- „Homo Digitalis“ Einzelausstellung des spanischen Künstlers LIQEN, 2018
- „Salebration“ eine Installation des Künstlers Torsten Mühlbach in Zusammenarbeit mit der [Hypo-Kunsthalle] München, 2019

## Organisation des Kunstvereins
Dem Kunstverein liegt eine „wertorientierte Förderstruktur“ zugrunde. Um das Projekt unabhängig zu halten, ist ein „Sponsoring durch multinationale Konzerne für die Finanzierung“ ausgeschlossen. Stattdessen sollen die „Fördermittel für eine nachhaltige Realisierung der Projekte rein aus Kooperationen mit regionalen Förderern sowie Kulturfonds und privaten Spenden“ bezogen werden. Dieser Ansatz soll sicherstellen, dass der Kunstverein „konfessionell ungebunden, überparteilich und keinerlei Fremdinteressen verpflichtet ist.“
Seit 2016 wird Positive-Propaganda vom Kulturreferat der Stadt München institutionell gefördert. Im Mai 2015 wurde Positive-Propaganda von der Arbeitsgemeinschaft Deutscher Kunstvereine als gemeinnütziger Kunstverein anerkannt und aufgenommen.
Der Kunstverein verfügt über eigene Räumlichkeiten in der Dachauerstraße. Dazu gehören ein Projektraum, der als Atelier oder Ausstellungsraum genutzt wird, sowie eine eigene Siebdruckwerkstatt. Seit 2017 betreibt der Kunstverein in Kooperation mit dem Kulturreferat der Stadt München ein Artist-in-Residence-Programm mit dem Ziel, nationalen und internationalen Künstlern eine längerfristige und unabhängige Projektarbeit in München zu ermöglichen.